# انکونا (ایلینوی)
انکونا، ایلینواز (به انگلیسی: Ancona, Illinois) یک منطقهٔ مسکونی در ایالات متحده آمریکا است که در ایلی‌نوی واقع شده‌است.

## خصوصیات
انکونا ۱۹۱٫۱۱ متر بالاتر از سطح دریا واقع شده‌است.